# 가자흐구
가자흐구(아제르바이잔어: Qazax rayonu)는 아제르바이잔 북서부에 위치한 구로 행정 중심지는 가자흐이며 면적은 810km2, 인구는 87,967명(2008년 기준)이다. 서쪽으로는 아르메니아, 북쪽으로는 조지아와 국경을 접한다. 아르메니아 영토에 둘러싸여 있는 2개의 월경지를 포함하고 있는데 둘 다 나고르노카라바흐 전쟁 이후부터 아르메니아의 지배를 받고 있다.